# Mückenhäuser Hof
Der Mückenhäuser Hof ist ein Wohnplatz im Wormser Ortsbezirk Rheindürkheim. Das namengebende Gehöft ist ein allein in den Rheinauen liegender Vierseithof, der sich etwa ein Kilometer nördlich des Dorfs Rheindürkheim befindet. Etwa 600 m südwestlich des Hofguts wurde 1964 eine Hühnerfarm errichtet, die einige Jahre später um eine Gärtnerei ergänzt wurde.

## Geschichte
Im sogenannten „Weistum des pfalzgräflichen Hofes zu Alzey“ von 1494 wird ein „Muckenhusen“ erwähnt als einer der zur Pfalzgrafschaft gehörenden Orte. Dieses „Mückenhausen“ ist wahrscheinlich mit dem Mückenhäuser Hof zu identifizieren. Das Weistum beruht für diese Nennung auf einer älteren Textvorlage, die eventuell schon aus der ersten Hälfte des 12. Jahrhunderts stammt. Die früheste sicher datierbare Erwähnung des Hofs stammt von 1375, als die Herren von Bolanden-Hohenfels unter anderem Muckenhusen an Heinrich zum Jungen, den Schultheißen von Oppenheim, verkauften. Nach dem Tod Heinrichs zum Jungen fiel der Mückenhäuser Hof an seine Tochter und ihren Ehemann Hermann von Udenheim, die ihn 1422 an die Pfalzgrafschaft veräußerten. Im Jahr 1489 wurde das St.-Paulus-Stift in Worms als Teilbesitzer des Mückenhäuser Hofs genannt, das den Hof an Veltin von der Huben verkaufte. Eventuell gehörte der Mückenhäuser Hof im 17. und 18. Jahrhundert zeitweise zur Gemarkung Eich. Mindestens seit Anfang des 18. Jahrhunderts bis zum Anfang des 19. Jahrhunderts hatte der Mückenhäuser Hof eine eigene Gemarkung. Der Mückenhäuser Hof gehörte bis zum Ende des 18. Jahrhunderts zum kurpfälzischen Oberamt Alzey und ging, anders als Rheindürkheim, beim Gebietstausch von 1705 nicht an das Hochstift Worms über. Die verschlungene Besitzgeschichte des Mückenhäuser Hofs seit dem 18. Jahrhundert ist nicht vollständig bekannt. Nach dem Tod von Johann Carl von der Hauben (1651–1726) erbte die Familie von Leyser den Hof. Im Jahr 1753 verkaufen die von Leyser'schen Erben drei Sechstel des Hofs an Claudius Moritz von Gagern (1696–1758), der gleichzeitig die andere Hälfte des Guts von Marie Anne Henriette von Zievel, geb. von Dalberg, (1715–1793) erwarb. 1766 verkaufte Carl Christoph Gottlieb von Gagern den Hof für 40.000 Gulden an Carl Leonhard von Prittwitz und Gaffron (1733–1791). Vermutlich kam der Besitz während der französischen Zeit in bürgerliche Hände. In der ersten Hälfte des 19. Jahrhunderts finden wir eine Familie Wittmann als Eigentümer des Hofguts. In der zweiten Hälfte des 19. Jahrhunderts erwarben Carl (1824–1911) und Franziska Puricelli (1830–1896) den Mückenhäuser Hof und weitere Güter in Rheindürkheim und Osthofen. Um 1900 kaufte Freiherr von Schilling aus Cannstatt den Hof von den Puricellis. Während des Zweiten Weltkrieges wurden auf dem Mückenhäuser Hof 12 polnische Kriegsgefangene, 47 vorwiegend russische „Ostarbeiter“, 3 polnische, 23 italienische und 37 slowakische „Fremdarbeiter“ als Arbeitskräfte eingesetzt. Die Behandlung der Zwangs- und Zivilarbeiter auf dem Hof soll nicht schlecht gewesen sein. Die von Schilling'schen Erben veräußerten den Hof 1952/53.